# VG-11
Pour les articles homonymes, voir Route nationale 102.
La VG-11 est une voie rapide urbaine qui permet d'accéder à Vitoria-Gasteiz depuis l'A-1 en venant de l'ouest (Madrid, Burgos...)
Elle se détache de l'A-1 avant de prolonger l'Alto de Armentia
D'une longueur de 5.5 km environ, elle relie l'A-1 au centre de Vitoria-Gasteiz
C'est une voie express à 2x2 voies avec échangeurs sous forme de giratoires.

## Tracé
- Elle débute à l'ouest de Vitoria-Gasteiz où elle bifurque avec l'A-1 qui contourne l'agglomération par le nord.
- Elle traverse les zones industrielles de la ville avant de prolonger l'Alto de Armentia

### Liste des croisements principaux
La numérotation prend la suite de celle de l'A-1
- Début de la voie rapide : échangeur avec l'A-1 et l'A-3302.
- 344 – villes desservies : Jundiz, Zumeltzu (A-4102), Ariñez (A-4360).
- Carrefour giratoire avec A-4303 vers Zuhatzu et A-4164 vers Gometxa.
- Carrefour giratoire avec A-4303 vers Zuhatzu et A-4101 vers Eskibel.
- Fin de la voie rapide en débouchant sur la place Antoniareko.